# Poço Dantas
Poço Dantas este un oraș în Paraíba (PB), Brazilia.